# Járomspórás gombák
A járomspórás gombák (Zygomycota) a gombák egy korábbi törzse. A mintegy 600 fajt magába foglaló Zygomycetes osztály fajai túlnyomórészt szárazföldiek. Többségük elhalt növényi maradványokon élő szaprofita, kisebb részük erősen specializált, növényeken, állatokon vagy emberben betegséget okozó parazita gomba. Másik két osztályuk a kisspórások (Microsporidia) és a fonálgombák (Trichomycetes). Mindkét osztály fajai az állatok szervezetében élősködő paraziták.
A régebbi rendszerekben a moszatgombák közé kerültek, az ostoros sejtek hiánya miatt azonban ma már a valódi gombák közé soroljuk őket. Sejtfaluk kitint tartalmaz. Fejlett micéliumtelepűek, de hifáiknak általában nincsenek harántfalai. Így soksejtmagvú (polienergidás) vagy cönocitikus fonalakból állnak. Hifáikban válaszfalak csak sérüléskor vagy az ivarszervek és a sporangiumok kialakulásakor keletkeznek. Az ivarszervek teljes összeolvadásakor (aminek neve gametangiogámia) jön létre jellegzetes alakú járom- vagy zigospórájuk, amely tulajdonképpen egy többmagvú, a kedvezőtlen időszakot átvészelő („kitartó”) zigóta. A zigospórát gyakran rövid hifákból álló csomó burkolja. Azonnali meiotikus osztódását követően meiospórák jönnek létre, amelyek kihajtva sporangiumokat fejlesztenek. A járomspórás gombák ivartalanul nyeles sporangiumokban keletkező haploid mitospórákkal, valamint ritkábban konídiumokkal szaporodnak.
Nem ismerik el monofiletikus csoportként, altörzseit (Mucoromycotina, Kickxellomycotina, Entomophthoromycotina, Zoopagomycotina) önálló törzsekbe (Mucoromycota, Kickxellomycota, Entomophthoromycota, Zoopagomycota) helyezték.

## Fejlődésmenet
A spórákból kicsírázva létrejön a gombafonal, melyen vegetatív szaporodásra alkalmas nyeles és rhizoidos sporangiumok keletkezhetnek. Ivaros szaporodás esetén két ellentétes ivarjellegű fonal bunkószerűen egymás fele növő progametangiumot képez, melyekről lefűződnek a gametangiumok (ivarszervek). A gametangiumok összeolvadnak (plazmogámia), létrehozva az áttelelő zigospórát (zigóta). Itt történik a kariogámia, melyet közvetlenül a meiózis követ. Ekkor a zigospóra kicsírázik, sporangiumot hozva létre. Ebből szabadulnak ki a spórák.

## Zygomycetesosztály
Hat rendjük:
- Mucorales
- Zoopagales
- Endogonales
- Entomophthorales
- Dimargaritales
- Kickxellales
- Glomales

### A fejespenészfélék rendje(Mucorales)
Fajai összeszedve:
- Rhizopus stolonifer
- Absidia corymbifera
- Mucor mucedo

## Kisspórások osztálya
A kisspórások (Microsporidia) különféle állatokban, a sejteken belül élősködnek.

## Fonálgombák osztálya
A fonálgombák (Trichomycetes) az ízeltlábúak emésztőrendszerében vagy külső kutikuláján található, fonalas tenyésztestű, az ízeltlábúval kommenzalizmusban élő szervezetek (a gazdaállatnak nem ártanak). Ivartalan szaporodásuk során a spórák sporangiumban vagy egy hifa feldarabolódásával keletkeznek, lehetnek rajzó- vagy csillós spórák, esetleg amőbaszerű sejtek.